# Rulebreaker
Rulebreaker – jedenasty album niemieckiej grupy heavymetalowej Primal Fear, wydany 20 stycznia 2016 w Japonii oraz  22 stycznia 2016 w Europie i USA przez Frontiers Records.

## Lista utworów[1]
1. „Angels of Mercy” – 3:35
2. „The End Is Near” – 4:27
3. „Bullets & Tears” – 3:05
4. „Rulebreaker” – 4:38
5. „In Metal We Trust” – 3:34
6. „We Walk Without Fear” – 10:45
7. „At War with the World” – 4:06
8. „The Devil in Me"” – 4:44
9. „Constant Heart” – 4:50
10. „The Sky is Burning” – 4:45
11. „Raving Mad” – 3:14

## Skład zespołu
- Ralf Scheepers – wokal
- Magnus Karlsson – gitara
- Tom Naumann – gitara
- Alex Beyrodt – gitara
- Mat Sinner – gitara basowa
- Randy Black – perkusja